# Павел Романски
Павел Г. Романски е български студент по философия и скиор, загинал при снежна буря във Витоша.
Роден е в Орхание (дн. Ботевград) през 1910 г. Загива на 18 януари 1931 г. в снежна буря, докато кара ски в местността „Острова“ (1675 m) на Витоша. Нещастният инцидент е още един повод да бъде създадена Планинската спасителна служба. Това се случва през 1933 г. В негова чест е издигнат паметник, дело на скулптора Иван Фунев. Скулптурата представя Павел Романски в цял ръст в туристическа екипировка с изправени ски, допрени до тялото му. През 1936 г. до паметника се построява дървен заслон, който по-късно е разрушен. През 1968 г. е изградена пътническа седалкова въжена линия „Романски“.